# Salat (rzeka)
Salat – rzeka we Francji o długości 75 kilometrów, prawy dopływ Garonny. Źródło rzeki znajduje się w pobliżu góry Mont Rouch w Pirenejach.
Rzeka przepływa przez departamenty Ariège oraz Górna Garonna. Łączna powierzchnia dorzecza wynosi 1570 km².

## Miasta, przez które przepływa rzeka
- Saint-Girons
- Salies-du-Salat
- Boussens

Rzeka wpada do Garonny w okolicach miasta Roquefort-sur-Garonne. Średni roczny przepływ wynosi 43 m³/s.

## Dopływy
- Alet
- Garbet
- Arac
- Lez
- Baup
- Arbas